# Nine Inch Nails
Nine Inch Nails (abreviat NIN, NIИ) és un grup de rock industrial estatunidenc fundat a Cleveland (Ohio), per Trent Reznor el 1988. Com a productor musical, cantant, compositor i instrumentista, Trent Reznor és l'únic responsable de la direcció musical de la banda.
David Lynch en 2013 va dirigir el vídeo per a la cançó Came Back Haunted. El 2020, a causa del confinament decretat arran de la pandèmia de coronavirus, Trent Reznor i Atticus Ross, publicaren en descàrrega gratuïta els volums cinc i sis del la seva sèrie «Ghosts». El treball, en una línia melancòlica i calmada amb els pianos i l'electrònica com a protagonistes, anà acompanyat de les següents paraules: «La música, fora escoltar-la, pensar-hi o crear-la, ens ha ajudat sempre a superar les coses dolentes o bones que vivim».

## Membres

### Oficials
- Trent Reznor – veu principal, guitarres, baix, teclats, sintetitzadors, piano, programació, percussió (1988–present)
- Atticus Ross – teclats, sintetitzadors, programació, veus secundàries (2016–present)

### De gira
- Robin Finck – guitarres, sintetitzadors, teclats, lap steel, violí, veus secundàries (1994–1995, 1999–2000, 2008–present)
- Ilan Rubin – bateria, percussió, baix, guitarres, violoncel, teclats, veus secundàries (2009–present)
- Alessandro Cortini – baix, teclats, sintetitzadors, guitarres, veus secundàries (2004–2008, 2013–present)

## Discografia
Àlbums
- Pretty Hate Machine (1989)
- The Downward Spiral (1994)
- The Fragile (1999)
- With Teeth (2005)
- Year Zero (2007)
- Ghosts I-IV (2008)
- The Slip (2008)
- Hesitation Marks (2013)
- Bad Witch (2018)
- Ghosts V: Together (2020)
- Ghosts VI: Locusts (2020)

EPs
- Broken (1992)

Discos de remescles
- Fixed (1992)
- Further Down the Spiral (1995)
- Things Falling Apart (2000)
- Y34RZ3R0R3M1X3D (2007)

Recopilacions i gravacions en directe
- And All That Could Have Been (2002)
- Beside You In Time (2007)
- Another Version Of The Truth - Las Vegas Final Show (2009) - En col·laboració amb els fans, de lliure distribució
- Another Version Of The Truth - Sacramento (The Gift) (2009) - En col·laboració amb els fans, de lliure distribució

Singles
- Down in It (1989)
- Head Like a Hole (1990)
- Sin (1990)
- Happiness in Slavery (1992)
- Wish (1993)
- March of the Pigs (1994)
- Closer to God (1994)
- Burn (1994)
- Hurt (1995)
- "The Perfect Drug" Versions (1997)
- The Day the World Went Away (1999)
- We're in This Together (1999)
- Into the Void (2000)
- Starfuckers, Inc. (2000)
- Deep (2001)
- The Hand That Feeds (2005)
- Only (2005)
- Every Day Is Exactly the Same (2006)
- Survivalism (2007)
- Capital G (2007)
- Discipiline (2008)
- Less Than (2017)

VHS/DVDs
- Closure (1997)
- And All That Could Have Been (2002)
- Beside You In Time (2007)
- Another Version Of The Truth - Las Vegas Final Show (2009) - En col·laboració amb els fans, de lliure distribució
- Another Version Of The Truth - Sacramento (The Gift) (2009) - En col·laboració amb els fans, de lliure distribució